# Cultura Tlatilco
A cultura tlatilco é uma cultura que floresceu no Vale do México entre os anos 1250 a.C. e 800 a.C.

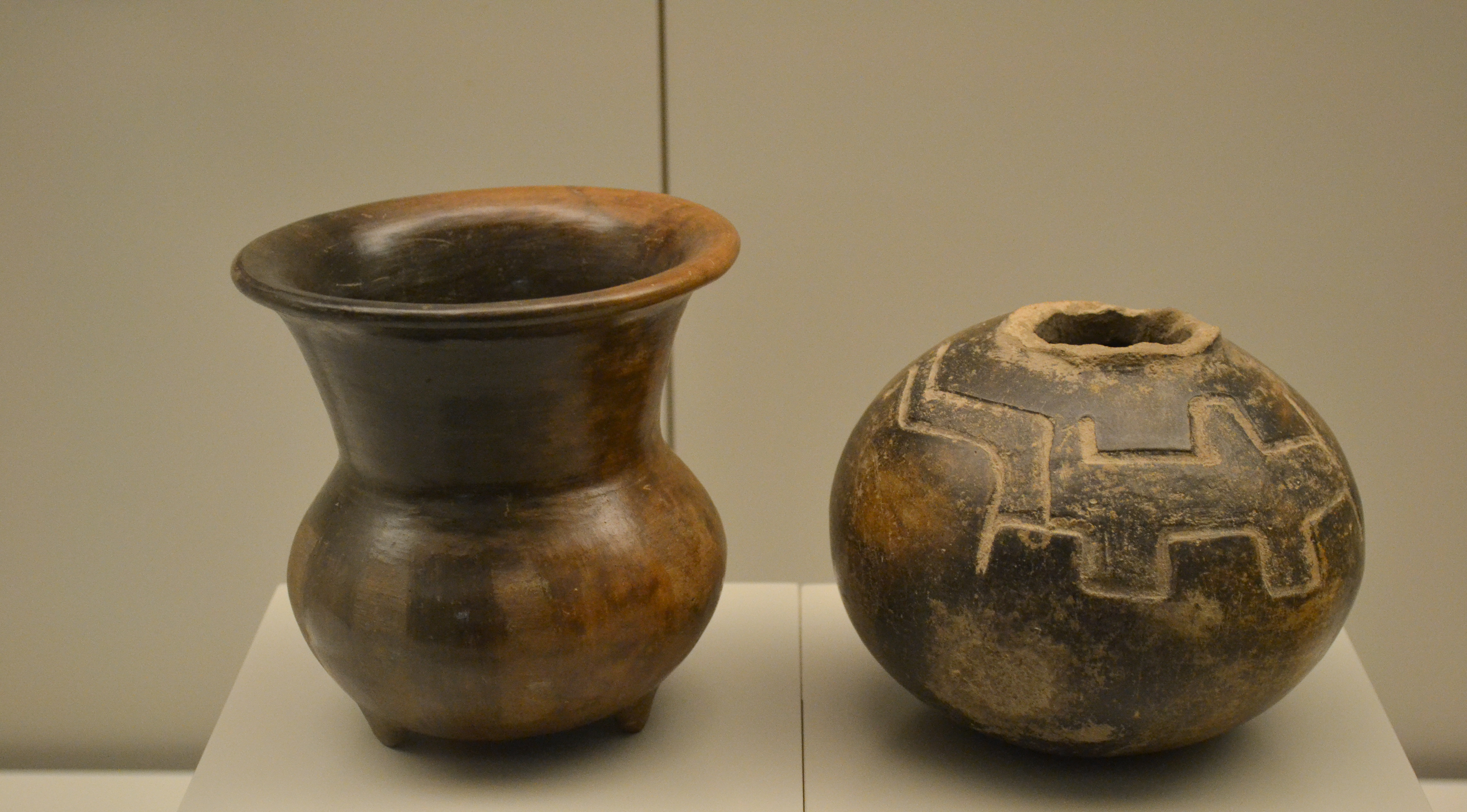
Vasilhas da cultura Tlatilco

Este período também viu um aumento significativo no comércio de longa distância, particularmente no comércio de minério de ferro, obsidiano e greenstone, que provavelmente facilitou a influência olmec vista dentro da cultura, e pode explicar a descoberta da cerâmica estilo Tlatilco perto de Cuautla, Morelos, 140 km a sul.